# Toygar Işıklı
Toygar Işıklı (né le 16 avril 1974 à Gölcük, Kocaeli, Turquie) est un compositeur de musique de film turc, producteur de musique et chanteur.

## Awards
La pièce qu'il a composée pour le tremblement de terre de 1999 appelé "voice of Silence in Gölcük" figurait dans les meilleures listes d'éditeurs de musique de nombreux sites Web bien connus.
| Awards                                        | Catégorie                  | Film & Tv Score          |
| --------------------------------------------- | -------------------------- | ------------------------ |
| Rotary Club Rotabest Awards                   | Meilleure bande sonore     | Yaprak Dökümü            |
| İsmail Cem Television Awards                  | Meilleure bande sonore     | Ezel                     |
| 16. Kral TV Awards                            | Meilleure bande sonore     | Ezel                     |
| Mugla University Golden Carrier Awards        | Meilleur chanteur          | Toygar Işıklı            |
| 2. Antalya Television Awards                  | Meilleure bande sonore     | Ezel                     |
| Ondokuz Mayıs University Media Awards         | Meilleur album solo        | Toygar Işıklı            |
| İstanbul Culture University                   | Meilleure bande sonore     | Kuzey Güney              |
| Siyaset Bulletin Awards                       | Meilleur Compositeur       | Toygar Işıklı            |
| Turkish Student Council                       | Meilleure bande sonore     | Kuzey Güney              |
| Olay Fm Radio Awards                          | Meilleur chanteur masculin | Toygar Işıklı            |
| Ayaklı Gazete Awards                          | Meilleure bande sonore     | Karadayı                 |
| Women Council Awards                          | Meilleure bande sonore     | Karadayı                 |
| Union of local and national channels Awards   | BMeilleure bande sonore    | Karadayı                 |
| Boğaziçi University Radio Boğaziçi Awards     | Meilleure bande sonore     | Kuzey Güney              |
| Yeditepe Üniversity Awards                    | Meilleure bande sonore     | Medcezir                 |
| 4. Pal Fm Radio Awards                        | Meilleure bande sonore     | Medcezir                 |
| Ayaklı Gazete Awards                          | Meilleure bande sonore     | Medcezir                 |
| Gazi University Awards                        | Meilleure bande sonore     | Medcezir                 |
| Boğaziçi University Radio Boğaziçi Awards     | Meilleure bande sonore     | Medcezir                 |
| 41. Hürriyet Golden Butterfly Awards          | Meilleure bande sonore     | Medcezir                 |
| 20. Kral TV Awards                            | Meilleure bande sonore     | Medcezir                 |
| 25. International Ankara Film Festival Awards | Meilleur score de film     | A Small September Affair |
| 14.Salento Film Festival Awards SIFF Italy    | Best Film Score            | A Small September Affair |
| Istanbul Fm 20. Anniversary Awards            | Meilleure bande sonore     | Medcezir                 |
| Türk Tıp Öğrencileri Birliği Awards           | Meilleure bande sonore     | Medcezir                 |
| Karadeniz Technical University Awards         | Meilleure bande sonore     | Medcezir                 |
| ZEREV Awards                                  | Meilleure bande sonore     | Medcezir                 |
| Bilkent Film Festival Awards                  | Meilleur score de film     | A Small September Affair |
| Boğaziçi University Radio Boğaziçi Awards     | Meilleure bande sonore     | Kara Para Aşk            |
| 42. Hürriyet Golden Butterfly Awards          | Meilleure bande sonore     | Medcezir                 |

## Discographie
1. Bana Sevmeyi Anlat ( Soundtrack 2016, Arven Records )
2. Kara Sevda ( Soundtrack 2016, Arven Records )
3. Analar ve Anneler ( Soundtrack 2015, Arven Records )
4. Medcezir ( Soundtrack 2015, Arven Records )
5. Beş Kardeş ( Soundtrack 2015, Arven Records )
6. Son ( Soundtrack 2015, Arven Records )
7. Kara Para Aşk ( Soundtrack 2015, Arven Records )
8. Karadayı ( Soundtrack 2015, Arven Records )
9. Kurt Seyit ve Şura ( Soundtrack 2014, Arven Records )
10. Fatmagül'ün Suçu Ne? ( Soundtrack 2014, Arven Records )
11. Menekşe ile Halil ( Soundtrack 2014, Arven Records )
12. Toygar Işıklı Jenerik Müzikleri ( Soundtrack 2014, Arven Records )
13. A Small September Affair (Soundtrack 2014, Arven Records )
14. Mahmut & Meryem (Soundtrack 2014, Arven Records )
15. Ezel  (Soundtrack 2014, Arven Records )
16. Kuzey Güney (Soundtrack 2013, Arven Records )
17. 20 Dakika (Soundtrack 2013, Arven Records )
18. Hayat Gibi (Solo Album 2013, Poll Production)
19. Aşk-ı Memnu  (Soundtrack 2012, Arven Records )
20. Sonunda (Solo Album 2010, Sony Music)
21. Dudaktan Kalbe  (Soundtrack 2008, Emi Music)
22. Yaprak Dökümü  (Soundtrack 2007, DMC)